# Kōra (Shiga)
Kōra (甲良町, Kōra-chō) é uma vila localizada no distrito de Inukami, em Shiga, Japão.

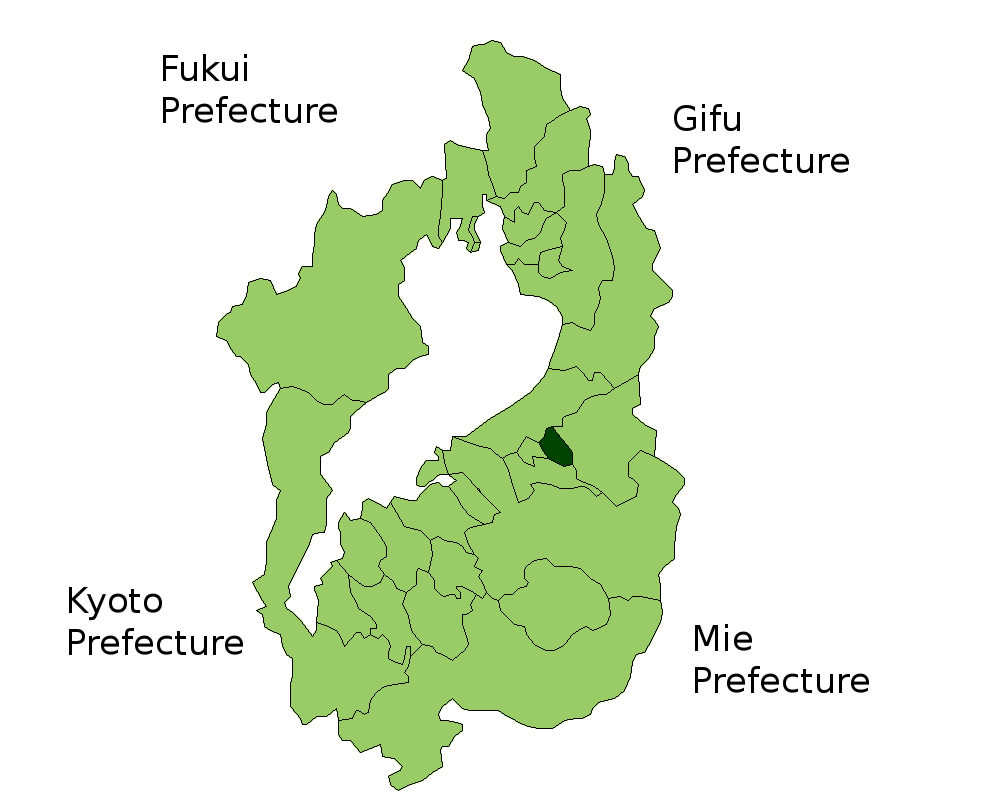
Localização de Kōra na prefeitura de Shiga

Em 2003, a vila tinha uma população estimada de 8.024 e uma densidade de 587,41 pessoas por km². A área total é 13,66 km².
Saimyō-ji Templo (西明寺) é em Kōra.
O famoso daimyo, Tōdō Takatora, nasceu em Kōra.